# Bodio
Bodio is een plaats en voormalige gemeente in het Zwitserse kanton Ticino en maakt deel uit van het district Leventina.
Bodio telt 1083 inwoners.

## Geschiedenis
Op 6 April 2025 werd Bodio opgenomen in de gemeente Giornico.